# Gillan
Gillan foi uma banda de rock formada em 1978 pelos músicos Ian Gillan, Colin Towns (remanescentes do Ian Gillan Band) e John McCoy. O álbum de estreia, intitulado simplesmente de Gillan, foi lançado somente no Japão no mesmo ano. Depois do lançamento do primeiro material o guitarrista Bernie Tormé e o baterista Mick Underwood juntaram-se ao grupo, e com a nova formação gravou mais três discos, os quais são Mr. Universe, Glory Road e Future Shock. Posteriormente Tormé foi demitido após perder a apresentação da banda no Top of the Pops, sendo substituído pelo Janick Gers que contribuiu nos dois últimos álbuns Double Trouble e Magic.

## Membros

### Última formação
- Ian Gillan – vocais (1978–1980, 1981–1982)
- John McCoy – baixo (1978–1980, 1981–1982)
- Colin Towns – teclados (1978–1980, 1981–1982)
- Mick Underwood – bateria (1979–1980, 1981–1982)
- Janick Gers – guitarra (1981–1982)

### Outros membros
- Steve Byrd – guitarra (1978–1979)
- Liam Genockey – bateria (1978)
- Pete Barnacle – bateria (1978–1979)
- Bernie Tormé – guitarra (1979–1980)

## Discografia
Álbuns de estúdio
- Gillan (ou The Japanese Album) (1978)
- Mr. Universe #11 (UK) (1979)
- Glory Road #3 (UK) (1980) Reino Unido: disco de prata
- Future Shock #2 (UK) (1981) Reino Unido: disco de prata
- Double Trouble #12 (UK) (1981)
- Magic #17 (UK) (1982)

Outros
- Live at Reading '80 (1990)
- The BBC Tapes Vol 1: Dead Of Night 1979 (1998)
- The BBC Tapes Vol 2: Unchain Your Brain 1980 (1998)
- Mutually Assured Destruction - Live At The Apollo '82 (2006)
- The Gillan Singles Box Set (2007)
- The Glory Years (2008, DVD) (gravado ao vivo em 1981)
- Triple Trouble (2009) (gravado ao vivo em 1981/1982)
- On the Rocks (coletânea 2010)

Todos os álbuns de Gillan foram gravados entre 1979 e 1982 (exceto o The Japanese Album) foram relançadas edições remasterizadas com faixas bônus em 2007.

### Singles
- "Vengeance" / "Smoke on the Water" (1979)
- "No Easy Way" / "Handles on Her Hips" / "I Might As Well Go Home (Mystic)" (1979)
- "Sleeping on the Job" / "Higher and Higher" (1980)
- "Trouble" / "Your Sister's On My List" / "Mr. Universe" (ao vivo) / "Vengeance" (ao vivo) / "Smoke on the Water" (ao vivo) (1980)
- "Mutually Assured Destruction" / "The Maelström" (1981)
- "Restless" / "On the Rocks" (1981)
- "Nightmare" / "Bite the Bullet" (1981)
- "No Laughing in Heaven" / "One for the Road" / "Lucille" / "Bad News" (1981)
- "New Orleans" / "Take a Hold of Yourself" (1981)
- "Living for the City" / "Breaking Chains" (1982)
- "Long Gone" / "Fiji" (1982)